# Pavetta membranacea
Pavetta membranacea là một loài thực vật có hoa trong họ Thiến thảo. Loài này được Blanco mô tả khoa học đầu tiên năm 1837.

## Hình ảnh

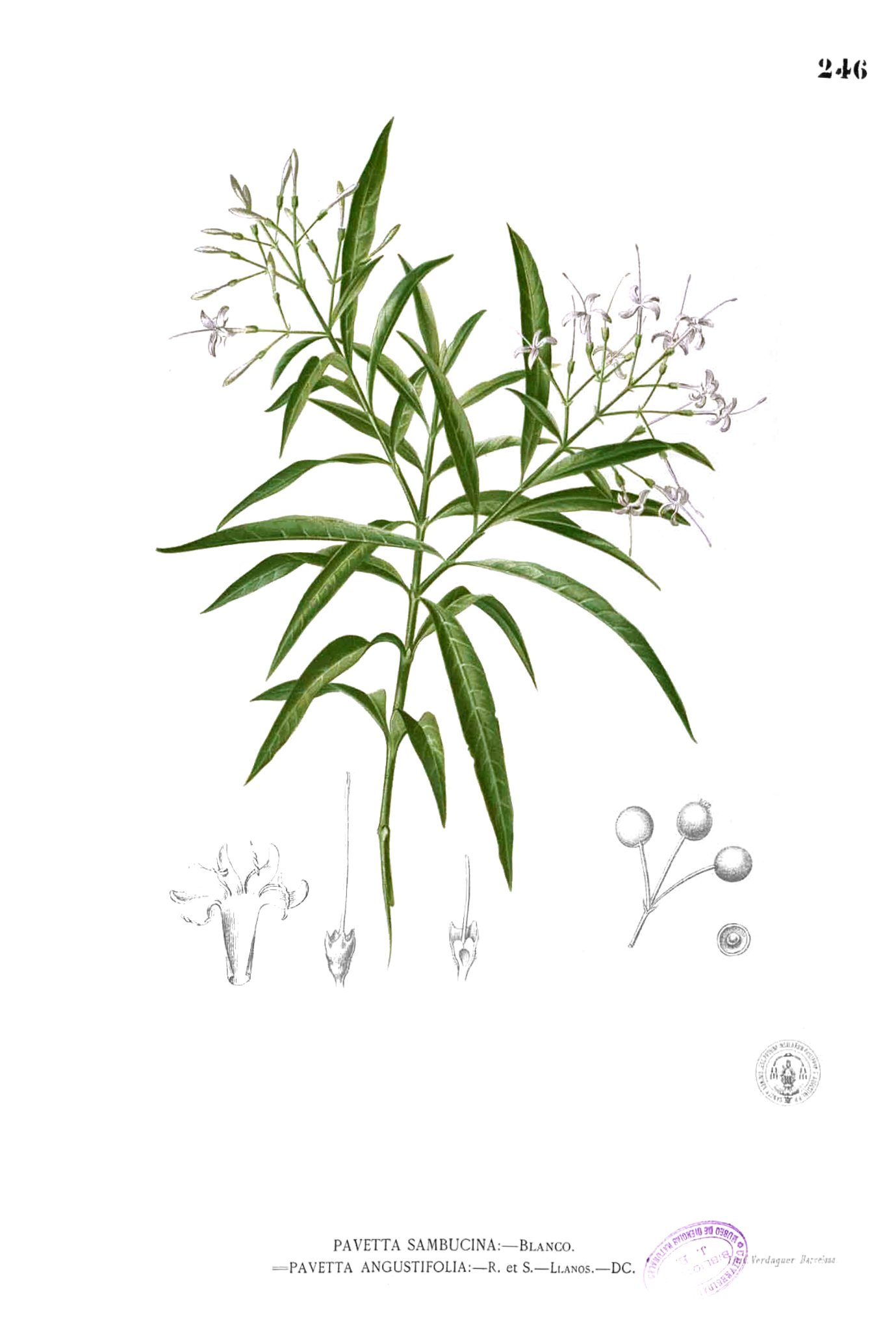
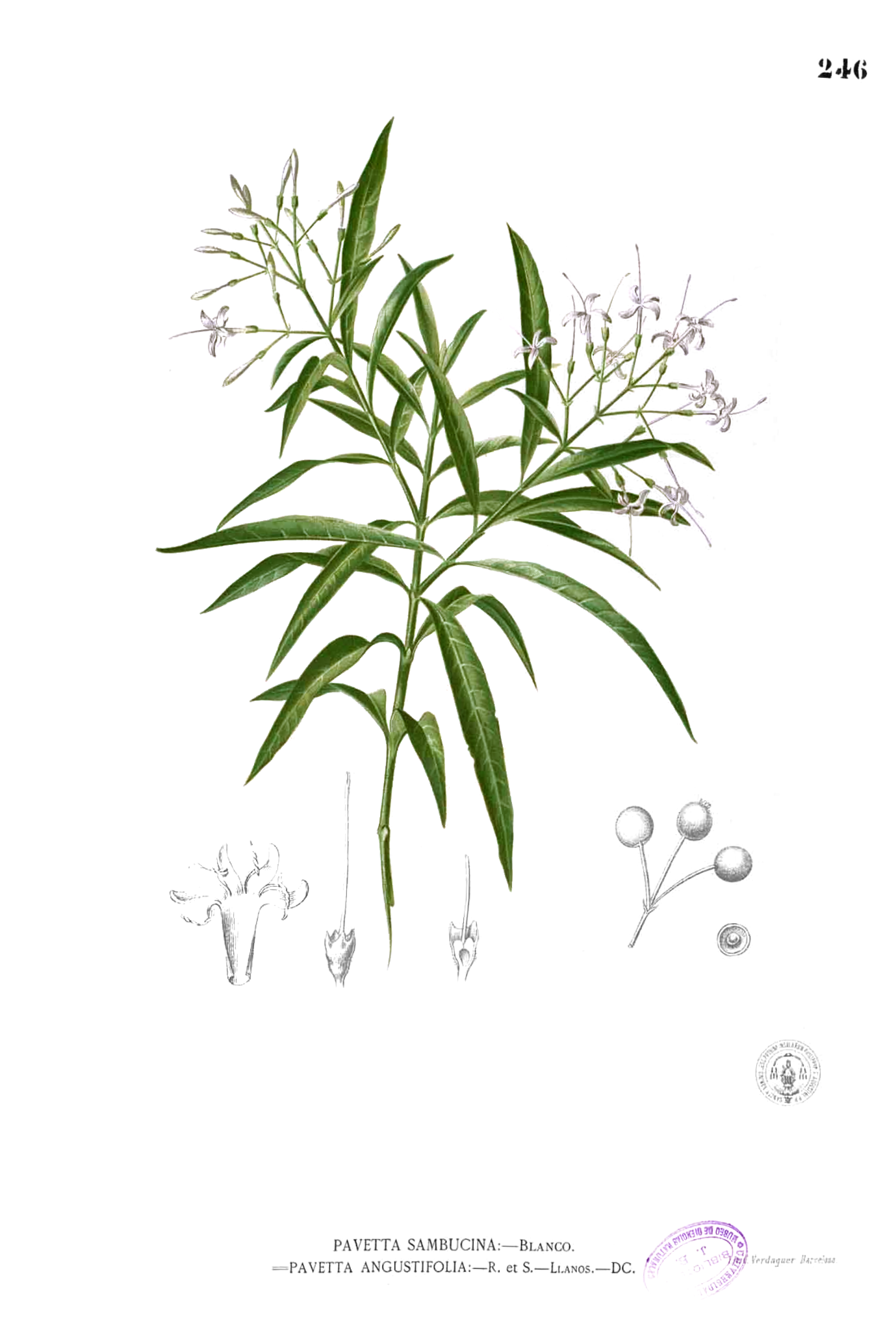